# Benztropina
Benztropina, nota anche come benzatropina è una molecola dotata di attività anticolinergica, commercializzata nella forma di sale mesilato, che viene utilizzata nel trattamento della malattia di Parkinson, del parkinsonismo e della distonia. È stata usata con successo anche in uno studio sui topi come terapia contro la sclerosi multipla.

## Chimica
Benztropina può essere sintetizzata tramite una reazione fra tropina e difenildiazometano.

## Farmacodinamica
Gli studi clinici hanno dimostrato che benztropina mesilato possiede sia azione di tipo anticolinergico (antagonizza i recettori dell'acetilcolina a livello del corpo striato) che di tipo antistaminico. L'azione è la risultante dalla combinazione della porzione tropinica della molecola e della porzione benzidrilica della difenidramina.
Studi sperimentali nelle cavie hanno evidenziato che l'attività anticolinergica di questo molecola è circa pari a quella di atropina. Analoghi studi nei gatti suggeriscono che la sua potenza sia pari a circa la metà dell'atropina.
La sua attività antistaminica sarebbe invece simile a quella della mepiramina.
Gli effetti anticolinergici della molecola sono stati ritenuti terapeuticamente significativi nella gestione del parkinsonismo. Benzatropina infatti antagonizza l'effetto dell'acetilcolina, riducendo lo squilibrio tra il neurotrasmettitori acetilcolina e la dopamina, potendo così migliorare i sintomi della malattia di Parkinson in fase iniziale.
Benzatropina è anche un inibitore della ricaptazione della dopamina. Per questa sua proprietà è molto utile nei soggetti con sintomi extrapiramidali che assumono antipsicotici.
Benzatropina agisce anche come un inibitore funzionale dell'acido sfingomielinasi (FIASMA).

## Usi clinici
Viene utilizzato come farmaco coadiuvante nella terapia di tutte le forme di parkinsonismo. Può essere impiegato anche nel controllo dei disturbi extrapiramidali di origine iatrogena (generalmente causata da farmaci neurolettici, ad esempio dalle fenotiazine).
Benzatropina è considerata un farmaco di seconda linea nel trattamento del morbo di Parkinson. Infatti è in grado di migliorare il tremore, ma non la rigidità e la bradicinesia. Benzatropina è talvolta utilizzata per il trattamento della distonia, una malattia rara che provoca contrazioni muscolari anomale, con posizioni innaturali e torsioni degli arti, del tronco o del viso.

## Effetti collaterali ed indesiderati
Tra gli effetti avversi in corso di trattamento quelli che si verificano con maggiore frequenza sono quelli di tipo anticolinergico:
- Secchezza della bocca
- Offuscamento della vista
- Alterazioni cognitive
- Stipsi
- Ritenzione urinaria
- Tachicardia
- Anoressia
- Psicosi

Alcuni studi clinici suggeriscono che l'uso di anticolinergici aumenta il rischio di discinesia tardiva (un effetto collaterale a lungo termine proprio di molti antipsicotici). Altri studi non hanno invece verificato una associazione tra questo tipo di trattamento ed il rischio di sviluppare discinesia tardiva, anche se i sintomi possono comunque essere peggiorati dall'anticolinergico stesso.

## Controindicazioni
Il farmaco è controindicato nei soggetti con ipersensibilità nota al principio attivo oppure ad uno qualsiasi degli eccipienti della formulazione farmaceutica. È inoltre controindicato nei pazienti affetti da glaucoma ad angolo chiuso, miastenia grave, ostruzione pilorica o duodenale, ulcera peptica stenosante, ipertrofia prostatica, megacolon e discinesia tardiva. Non deve essere somministrato nei bambini con meno di 3 anni di età.

## Dosi terapeutiche
Nei soggetti adulti con parkinsonismo il dosaggio raccomandato è pari a 1–2 mg al giorno, per via orale.  Il dosaggio varia, da soggetto a soggetto, da un minimo di 0,5 fino ad un massimo di 6 mg. Il dosaggio pertanto deve essere attentamente individualizzato.
Nei soggetti adulti con disturbi extrapiramidali indotti da farmaci la dose consigliata è generalmente di 1–4 mg al giorno.